# Léon Kubowitzki

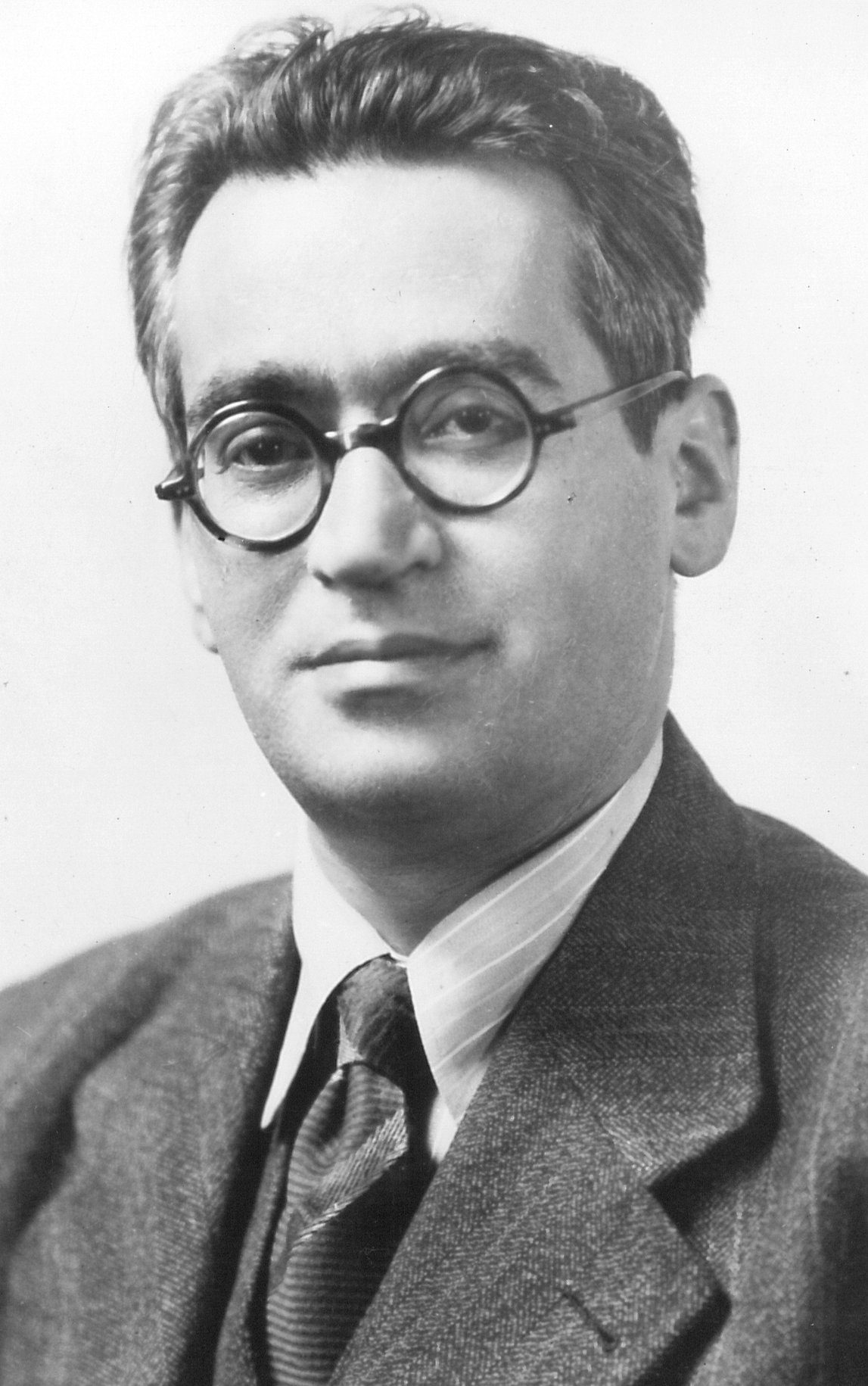

Léon Kubowitzki (Kurchan, 2 november 1896 - Jeruzalem, 16 mei 1966) was een Belgisch advocaat en voortrekker van de zionistische beweging, vervolgens Israëlisch diplomaat.

## Levensloop
Léon was een van de elf kinderen, onder wie zes zoons, van Abraham Kubowitzki (Slonim, 1867 - Brussel, 1941), die vanaf 1906 officiant was voor de orthodoxe joodse gemeenschap in Brussel en voortrekker van de zionistische beweging.
Léon was een uitstekende leerling en student. Hij gaf al vroeg privélessen om in de onderhoud van het grote gezin te voorzien en zette tevens zijn universitaire studies verder. Hij had een talenknobbel en sprak Jiddisch, Hebreeuws, Frans, Nederlands, Duits en Engels.
Pas twintig geworden stichtte hij, samen met Abraham Weiss, in 1916 in Brussel de jongerengroep Zeire Zion die een links zionisme voorstond en na de Balfour-verklaring samensmolt met de arbeiderspartij Poalei Zion. In deze partij en erbuiten werd hij een van de voornaamste gangmakers van de zionistische beweging in Brussel.
In 1919 keerden de leiders van de Zionistische Federatie van België uit Nederland terug. Kubowitzki werd een van de motors voor de verdere ontwikkeling van deze federatie en was de voornaamste animator van het tijdschrift Hatikwah. Zijn geschriften legden mee de basis voor wat zou uitgroeien tot  het Joods agentschap voor Palestina en het Joods Wereldcongres.
Kubowitzki engageerde zich in linkse richting. Hij werd sterk beïnvloed door de geschriften van Jean Jaurès en van Russische schrijvers zoals Borokhov, Dubnov en Ahad Ha'am. Hij werd lid van de Belgische Werkliedenpartij.
Gedurende twee jaar was hij secretaris-generaal van de Belgische Zionistische Federatie. Tegelijk beëindigde hij zijn studies aan de ULB: rechten (1925) en klassieke filologie. Hij vestigde zich als advocaat in Antwerpen en werd er ook socialistisch gemeenteraadslid. 
Hij bleef actief deelnemen aan de initiatieven van de zionisten, als hoofd in België van de Posalei Zion en was er de vertegenwoordiger van op heel wat internationale bijeenkomsten. In 1935 werd hij op het zionistisch congres in Luzerne aan het hoofd gesteld van de Commissie belast met Diasporazaken.
In 1937-38 stichtte hij de Conseil des Associations juives de Bruxelles, die als doel had een eenheidsorganisatie te zijn voor de verdediging van de morele en economische belangen van de Joodse gemeenschap.

## Internationale en Israëlische carrière
In 1940 verliet hij België en trok naar de Verenigde Staten. In New York was hij voor de duur van de oorlog de secretaris-generaal van het Joods Wereldcongres. In 1945 ontmoette hij paus Pius XII en had met hem een lang gesprek over de Holocaust, over de toekomst van de Joden en over de restitutie van Joodse kinderen die zouden in kloosters gebleven zijn.
In 1948 emigreerde hij naar Israël en onder de naam Aryeh Kibovy werd hij juridisch raadgever van de vakbond Histadrout. In 1951 werd hij ambtenaar op het Israëlisch ministerie van Buitenlandse Zaken. In 1951-52 was hij ambassadeur in Polen en Tsjecho-Slowakije, in een periode waar een proces werd gehouden tegen hoofdzakelijk joodse communistische leiders (elf op de dertien beschuldigden), onder wie Rudolf Slánský, die in ongenade waren gevallen. Kibovy werd als persona non grata het land uitgezet. Hij werd vervolgens, van 1953 tot 1958, Israëlisch ambassadeur in Argentinië, Paraguay, Uruguay en Chili.
Terug in Israël werd hij een van de stichters van het memoriaal Yad Vashem en was er tot aan zijn dood de voorzitter van.
Hij was getrouwd met Myriam Goldstein (1897-1992), dichteres en verhalenvertelster.

## Publicaties
- La nouvelle alliance. Essai d'une synthèse de politique nationale juive, Brussel, 1920.
- Unity in Dispersion - A History of the World Jewish Congress, New York, 1948.